# أوليفا سابوكو
أوليفا سابوكو دي نانت باريرا (1562 - 1622) (بالإسبانية: Oliva Sabuco de Nantes Barrera) هي كاتبة إسبانية في فلسفة الطب البديل والصحة الشمولية.
كانت مهتمة بمسألة التفاعل بين الظواهر الجسدية والنفسية؛ لذلك كتبت مجموعة من الدراسات الطبية والنفسية التي تستهدف الطبيعة البشرية وتشرح آثار العواطف على الجسد والروح. حلّلت الادعاءات النظرية للفلاسفة القدماء وكتبت نظرية مبكرة لما يعتبر الآن علم النفس التطبيقي.